# Cal Plàcid
Cal Plàcid és un edifici gòtic del municipi de Moià (Moianès) protegit com a bé cultural d'interès local. És un edifici situat a la part occidental de la Plaça Major. Es tracta d'un edifici de quatre altures, planta baixa porticada i tres pisos.

## Descripció
La planta baixa, antiga Plaça Porticada, és formada per un conjunt de quatre arcs apuntalats. L'arc de tancament a la part nord del conjunt és de mig punt, mentre que el de la part sud presenta la mateixa tipologia que els restants. L'aparell és de pedra molt ben treballada i de forma regular. Els arcs arrenquen de sengles guarda- cantons de forma tronco-prismàtiques també de pedra. El conjunt és cobert amb embigat de fusta. Tot el conjunt està restaurat.
La construcció superior, coneguda com a Cal Plàcid, consta de tres pisos. Destaquen les finestres més orientals, del primer i segon pis. Aquestes mostres sengles cornises motllurades, línies d'imposta i relleus en les llindes. Una de les finestres balconeres, la de l'esquerra, presenta un relleu decoratiu al centre de la llinda, format per dos angelets (putti) aguantant una corona. Al segon pis, just per sobre de la finestra balconera, s'obre una finestra en forma d'arc conopial.

## Història
Llicència per a construir arcs a la plaça major :"Dª. Sibília de Sagà, lloctinent del rei de Moià, concedeix l'any 1305 a Andreu de Sant Feliu llicència per construir arcs a la plaça major i poder edificar damunt dels arcs i habitar en els mateixes cases que donen a la plaça, mentre no sigui en perjudici d'altres"(R,I,34)